# Dolmen de Puig Rodó
El Dolmen de Puig Rodó és un megàlit d'inicis del mil·lenni III aC, en el Neolític mitjà, del terme municipal de Moià, (Moianès), declarat Bé cultural d'interès local.
Està situat al GR-3, GR-177 (lat: 41.81276, lon:2.09701), on hi ha un dipòsit d'aigua per als bombers i al vessant sud-oriental del Puig Rodó que li dona el nom.
Aquest Dolmen ja fou excavat a principis del segle xx per en J. Gudiol, i al 1961 per en Ricard Batista i en Joan Surroca. Aquestes intervencions, a més d’excavar la cambra i el corredor, també el reconstruïren recol·locant algunes lloses i la coberta del monument.
A la tardor de 2016 s'hi va dur a terme una excavació arqueològica per restaurar i consolidar el Dolmen.